# Kiryat Gat
Kiryat Gat (קריית גת) est une ville sise dans le sud d'Israël.
Voisin, le site archéologique de Tel Erani (en) constituait durant la période du Bronze ancien un centre urbain dans cette région. 

## Histoire
Kiryat Gat est fondée comme camp de transit pour les nouveaux immigrants en 1954 (en hébreu, ma'abara). L'année suivante, le camp est transformé en ville de développement.
L’emplacement de la ville de Kiryat Gat est choisi parce qu'il se trouve sur les frontières de Gaza, « afin d’implanter une présence juive entre la bande de Gaza et la Cisjordanie, deux territoires qui, au moment de la fondation de Qiryat Gat, étaient respectivement sous contrôle égyptien et jordanien et éviter toute annexion arabe ».
Elle a d'abord accueilli des immigrants venus du Maroc, et d'Inde. Au cours des années 1990, des immigrants d'ex-Union soviétique s'y installent, représentant aujourd'hui près d'un tiers de la population. Elle compte à présent environ 50 000 habitants.
Elle obtient le statut de conseil local en 1958, puis de ville en 1972. Aujourd'hui, c'est une ville moyenne avec une industrie développée.

## Nom
Elle doit son nom à sa proximité avec le site voisin de Tel Erani (en) qui avait été identifié de manière erronée avec la ville antique de Gath. 
Aujourd'hui, la ville philistine de Gath est identifiée au site de Tel Zafit à 10 km au nord de Kiryat Gat.

## Découvertes archéologiques

### Église byzantine
En 2014, l’Autorité des antiquités d’Israël (IAA) annonce la découverte des ruines d’une église byzantine vieille de 1 500 ans au moshav Aluma (en), à trois kilomètres au Nord-Ouest de la ville.
Dans cette église du Ve siècle, la Croix est représentée au sol, gemmée, entourée d'un médaillon richement décoré, avec sur les côtés les lettres A et {\displaystyle \mho } et à son pied, deux coqs. Cette représentation ignore Théodose II qui en l'an 427 interdit de figurer la Croix sur le sol. Elle doit être figurée dans les portions les plus honorables des édifices de culte. Cette interdiction est maintenue sous le règne de Valentinien III (419-455).

### Porte d'Israël

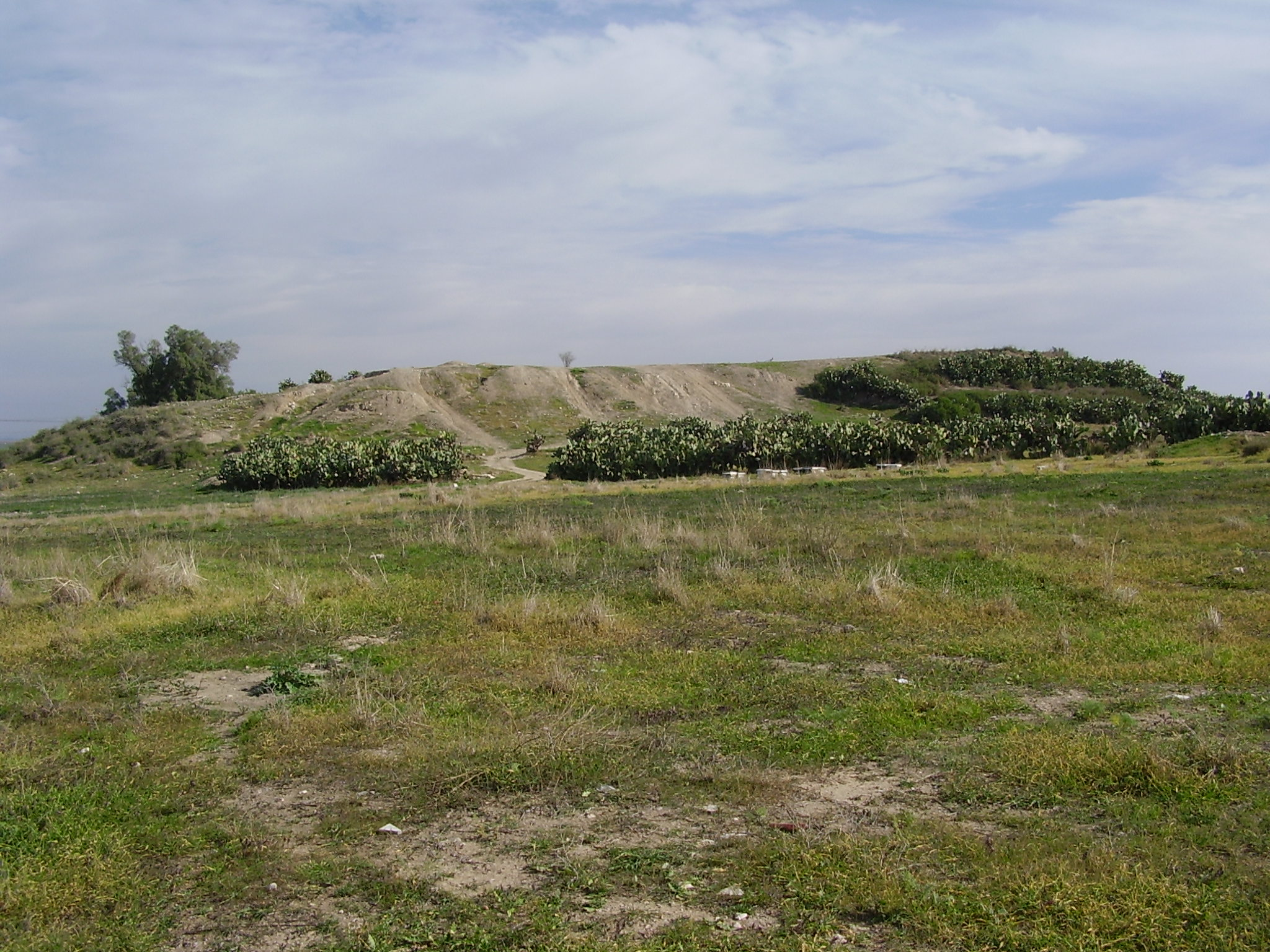
Site de Tel Aerni près de Kiryat Gat.

En 2023, l'IAA découvre la porte la plus grande et la plus ancienne de la région, vieille de 5 500 ans, sur le site archéologique de Tell Erani (Tel Aerni), près de la zone industrielle de la ville, lors d'une fouille financée par la Compagnie nationale des eaux d'Israël, la Mekorot, qui devait y poser une conduite hydraulique. 
« Cette trouvaille illustre le système de fortification et la preuve d'une organisation sociale représentant le début de l'urbanisation » dans l'Israël antique.

## Personnes liées à la commune
- Miri Regev, femme politique.
- Eden Alene, représentante d'Israël à l'Eurovision 2021 y réside

## Jumelage
- Kruševac (Serbie)
- Chicago (États-Unis)
- Buffalo (États-Unis)

### Articles liés
- Camps de transit en Israël
- Villes de développement en Israël